# Savalia savaglia
Espèce
L’anémone buissonnante (Savalia savaglia) est une espèce de cnidaire colonial de la famille des Parazoanthidés.
Cette espèce est protégée au titre de la convention de Berne et de celle de Barcelone.